# Existențialism creștin
Existențialismul creștin este o filosofie creștină dezvoltată în epoca modernă. În cadrul acestei școli filosofice religioase se urmăresc în mod special aspectele de angajare religioasă personală a credinciosului. Se pune accent mai degrabă pe atitudinea interioară a creștinului decât pe doctrinele clasice ale creștinismului. Conform acestei mișcări, fundamentul credinței nu este rațiunea sau tradiția deoarece credința transcende rațiunea și este individuală. Așadar, o existență autentică este aceea care nu se limitează la rațiune, ci se angajează personal în fața absolutului. Principalii promotori ai existențialismului creștin sunt Søren Kierkegaard și Paul Tillich.
Premise majore
1.Existența ca temă majoră de interes
           Existențialismul pe care îl vedem astăzi își află rădăcinile în mod preponderent în scrierile lui Søren Kierkegaard. Astfel, s-ar putea argumenta că existențialismul modern a pornit inițial ca fiind creștin în mod fundamental, transformându-se ulterior în alte forme. Existențialismul poate fi rezumat prin celebra afirmație a filosofului francez J.P. Sartre: existența precede esența. Altfel spus, ceea ce interesează în prim plan, sau ceea ce este mai originar, este existența umană, nu conceptele și teoriile care vin să o expliciteze. Stări umane revelatorii precum angoasa, disperarea, iubirea, plictis-ul devin interese majore, în dauna conceptelor clasice ale filosofiei, precum ființa, adevărul, gândirea, realitatea.
2.Critica filosofiei clasice
           Întreg existențialismul, inclusiv cel creștin, se revendică drept o critică adusă filosofiei clasice academice sau creștinismului instituționalizat. În acest sens, criticile aduse de Soren Kierkegaard filosofului german G.W.F. Hegel sunt grăitoare. Total opus schematismului și sistematizării lui Hegel, Kierkegaard opune o privire asupra individualului și asupra stărilor neraportabile la general. Astfel, premisa centrală a existențialismului este faptul că Dumnezeu nu este ,,un dat, o informație sau un fapt care este cel mai bine înțeles prin scrutarea minuțioasă a unei minți academice” 
Ce au în comun existențialiștii creștini este aceea că vin împotriva normalizării și normativizării credinței din instituțiile creștine. Creștinismul nu se poate transfera printr-un ansamblu de cunoștințe, ci este o experiență fundamentală a fiecărui om. Astfel, se încearcă o revenire la sursele primare ale creștinismului, evitându-se ancorarea sa într-o tradiție ne-angajantă.
„Existența înseamnă că ai libertatea să alegi cine ești, înseamnă să trăiești din plin.” Søren Kierkegaard (1813-1855).
Filosoful danez Søren Kierkegaard nu a fost de acord cu principiul prezentat de Kant, conform căruia convingerile religioase și morale se bazează pe rațiune. Pentru Kierkegaard cel mai important lucru era problema existențială, credința fiind ceva cu totul irațional și imposibil de dovedit. Filozofia sa este recunoscută a fi precursoare a existențialismului. Omenirea având obiceiul de a ignora problemele și de a-și pune întrebări referitoare la sensul vieții, preferând căutarea unui refugiu în anonimat. Toți oamenii sunt condamnați să trăiască existențe incerte și absurde, care se supun unor adevăruri subiective ce nu pot fi niciodată dovedite”, reitera Kierkegaard în scrierile sale.
De exemplu, atunci când se alege o viață religioasă, Kierkegaard susține că nu există argumente raționale care să justifice alegerea, ci doar motive subiective, un simț al necesității personale și dorința unei dedicări totale. La fel și când se alege o viață etică, se acționează conform principiilor rațiunii practice, dar și asta e tot o alegere, care nu e rațională. Noțiunea de „adevăr subiectiv” nu înseamnă, așa cum cred mulți, că e un adevăr care e adevărat „doar pentru mine”. Acest adevăr face referire la o rezoluție în fața necunoscutului obiectiv. Mai important decât CEEA CE e crezut, e felul CUM e crezut. De aceea Kierkegaard renunță la deliberările filozofice calme, din care e compusă o mare parte din istoria filozofiei, renunță la motive și raționalitate și preferă să promoveze angoasele și pasiunile, „saltul” în necunoscut și iraționalitatea vieții.
3.Ambiguitatea ca zonă comună
           În existențialismul creștin, vom regăsi o zonă a absurdului care se cere străbătută de fiecare om. Cavalerul credinței (tipul creștin ideal) propus de Soren Kierkegaard este neînțeles de către ceilalți, și nici nu poate fi înțeles. O credință autentică este o credință necunoscută. Drumurile personale nu pot fi dirijate clar de către o teorie atotexplicatoare. Fiecare om se află în disperarea sa proprie cu care trebuie să se confrunte. O erijare în dogmatism reprezintă doar o încercare de evadare și nesinceritate în fața realității contradictorie a fiecărui om. 
4.Răspunsul existențial propriu
           În acest sens, etica existențialistă, în măsura în care poate fi construită, constă nu într-o subjugare într-o teorie etică ce pornește de la principii generale la situații particularere, ci într-un tip de existență care confruntă angoasa și nu fuge de ea. Ceea ce trebuie avut în vedere este a te prezenta înaintea lui Dumnezeu tu însuți, nu în a te justifica printr-o teorie impersonală. Fiecare persoană este unică.  Așadar, nu există o teorie universală, ci doar existențe individuale.